# Dictyna nangquianensis
Dictyna nangquianensis är en spindelart som beskrevs av Hu 200. Dictyna nangquianensis ingår i släktet Dictyna och familjen kardarspindlar. Inga underarter finns listade i Catalogue of Life.